# Amadigi
Amadigi di Gaula (HWV 11) ist eine Oper (Opera seria) in drei Akten von Georg Friedrich Händel, basierend auf der Ritterlegende Amadis de Gaula, welche sich auf die Artussagen gründet.

## Entstehung und Libretto
Der Verfasser des Librettos ist nicht nachweisbar, man nimmt aber an, dass es wie schon zuvor bei Rinaldo,  Il pastor fido und Lucio Cornelio Silla eine Arbeit von Giacomo Rossi ist. Der Stoff geht zurück auf den Amadisroman aus dem 14. Jahrhundert. Die Vorlagen für den Librettisten bildeten dann die Tragédie lyrique Amadis de Grèce (1699) von Antoine Houdar de la Motte (Musik: André Cardinal Destouches) und Amadis (1684) von Philippe Quinault (Musik: Jean-Baptiste Lully). Der Fakt, dass der Dichter Nicola Francesco Haym für Händel mit dem Libretto zu Teseo (1712), auch aus einer Vorlage von Philippe Quinault, eine Tragédie lyrique zu einer Opera seria machte, hat in letzter Zeit in der Musikwissenschaft die Annahme stärker werden lassen, er sei der Librettist des Amadigi, wenngleich hier die 5-Akte-Struktur, anders als im Teseo, durch die Zusammenfassung der ursprünglichen ersten beiden Akte zum neuen ersten sowie der Akte drei und vier der französischen Vorlage zum neuen zweiten Akt nicht übernommen wurde.
Wie man dem vom damaligen Operndirektor Johann Jacob Heidegger verfassten Vorwort zum Libretto entnehmen kann, entstand Amadigi während Händels Aufenthalt in der Residenz des Earl of Burlington in London-Piccadilly. In dieser an den Earl of Burlington gerichteten Widmungsvorrede dankt Heidegger für

“[…] that Generous Concern Your Lordship has always shown for the promoting of Theatrical Musick, but this Opera more immediately claims Your Protection, as it is compos’d in Your own Family.”

„[…] die großzügige Unterstützung, welche Eure Lordschaft stets der Förderung der Theatermusik hat zukommen lassen; doch diese Oper hier verlangt Ihre besondere Unterstützung, da sie doch in Ihrem Haus entstanden ist.“

Händel hatte die Gewohnheit, während des Kompositionsprozesses die Akt-Enden zu datieren. Da in diesem Fall das Autograph verloren ist, fehlen die genauen Entstehungsdaten des Werkes. Der Musikwissenschaftler John Merrill Knapp vermutet, dass die bevorstehende Rückkehr des berühmten Altkastraten Nicolini, der zu Beginn des Jahres 1715 nach dreijähriger Abwesenheit wieder in London eintraf, ein Entstehungsanlass für die Komposition gewesen sein könnte. Demnach ließe sich die Arbeit Händels auf die Monate Februar bis April 1715 datieren.

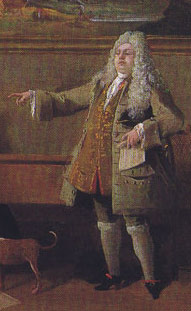
Die Partie des Amadigi komponierte Händel für Nicolini

Wie schon im Rinaldo von 1711, waren die Bühnenmaschinerie und spezielle Effekte, wie etwa ein funktionstüchtiger Springbrunnen, im Amadigi ein so wichtiger Bestandteil der Inszenierung, dass sich der Daily Courant am 25. Mai zu der folgenden, vorsichtigen Meldung genötigt sah:

“And whereas there is a great many Scenes and Machines to be mov’d in this Opera, which cannot be done if Persons should stand upon the Stage (where they could not be without Danger), it is therefore hop’d no Body, even the Subscribers, will take it Ill that they must be deny’d Entrance on the Stage.”

„Da in dieser Oper sehr viele Bühnenbilder und Maschinen bewegt werden müssen, was nicht geschehen kann, wenn sich Personen auf der Bühne aufhalten (was ohne ihre Gefährdung nicht möglich wäre), hofft man, dass niemand, noch nicht einmal die Subskribenten, es übelnehmen, dass sie nicht auf der Bühne zugelassen werden.“

Infolge der Krönung Georgs I. am 20. Oktober 1714 zum König von Großbritannien und Irland wurde der Name des bisherigen Queen’s Theatre in King’s Theatre angepasst. Hier fand die Uraufführung des Amadigi statt.
Besetzung der Uraufführung:
- Amadigi – Niccolò Grimaldi, genannt „Nicolini“ (Altkastrat)
- Oriana – Anastasia Robinson (Sopran)
- Melissa  – Elisabetta Pilotti-Schiavonetti (Sopran)
- Dardano – Diana Vico (Alt)
- Orgando – Caterina Galerati (?)[5] (Sopran)

Trotz der Erkrankung der Darstellerin der Oriana, Anastasia Robinson, schon nach der Premiere wurden in dieser Saison sechs Vorstellungen davon gegeben. Möglicherweise übernahm Caterina Galerati ihre Rolle. Der visuelle Aspekt der Produktion war so populär, dass noch am 27. August eine Wiederaufnahme von L’Idaspe fedele (Musik: Francesco Mancini) mit den Kostümen und verschiedenen Bühnenbildern aus Amadigi angesetzt wurde, einschließlich der Springbrunnen-Szene.
Zwischen Februar und Juli 1716 wurde Amadigi für sechs Aufführungen wieder in den Spielplan aufgenommen; innerhalb dieser Zeit gab es dann je eine Benefizvorstellung für Anastasia Robinson (3. März) und für das Orchester (20. Juni). Weitere fünf Aufführungen fanden in der Spielzeit 1716/17 statt; anstelle von Diana Vico übernahm jetzt der Altkastrat Antonio Bernacchi die Rolle des Dardano.
(Die nächste neue Oper, Radamisto, komponierte Händel dann erst 1720 für die neugegründete Royal Academy of Music.)
Quasi zeitgleich wurde schon eine Parodie auf Amadigi gemacht. Sie kam jedoch vor Händels Premiere bereits am 23. Februar 1715 im Drury Lane Theatre heraus. Doch John Gays „Pastoral-Farce“ What d’ye Call it (Wie-nennt-man-das-Ding) hatte noch nicht den Erfolg wie später seine Bettleroper, wenngleich sie schon damals ihre beste Nahrung aus den Sonderbarkeiten der italienischen Oper zog. Auch im Theater in Lincoln’s Inn Fields produzierte John Rich eine Burleske, Amadis, or The Loves of Harlequin and Colombine. Sie kam aber erst am 24. Januar 1718 heraus.
Von Händels Amadigi sind auch in Hamburg (1717, 1719 und 1720) insgesamt 17 Aufführungen unter dem Titel Oriana, mit musikalischen Ergänzungen von Reinhard Keiser und unter seiner Leitung, dokumentiert. Die Arien und Duette wurden italienisch gesungen, während die Rezitative, einschließlich zweier Accompagnati von Joachim Beccau ins Deutsche übertragen wurden. Dieser hatte außerdem drei neue Figuren (Ergastus, Dorinde und ihr „lustiger Diener“ Diego) und sechs neue Szenen in die Handlung eingeführt.
Die erste moderne Inszenierung fand am 17. Januar 1929 in Osnabrück in einer deutschen Textfassung von Hans Dütschke und unter der musikalischen Leitung von Fritz Berend statt. Die erste Aufführung des Stückes in historischer Aufführungspraxis sah man in Urbino (Italien) am 21. Juli 1985 mit dem Concerto Italiano unter der Leitung von Rinaldo Alessandrini.

## Handlung

### Historischer und literarischer Hintergrund
Amadis von Gallien ist der Held eines Ritterromans, der – zusammen mit seinen vielen Erweiterungen und Fortsetzungen – in der Renaissance eine der beliebtesten Lektüren in Westeuropa darstellte. Der ursprüngliche Autor dieser Geschichte, welche auf dem Stoff der keltischen Artussagen beruht, war Heinrich von Kastilien (1230–1304). Daraus machte dann vermutlich Vasco  de Lobeira um 1370 einen Prosaroman, der rund 150 Jahre später die Grundlage für eine Reihe von Amadisromanen war. Lobeiras Roman ist aber nicht erhalten; als älteste erhaltene Bearbeitung gilt die Fassung des Spaniers Garci Rodríguez de Montalvo: Los quatros libros de Amadis de Gaula von 1508. Mit seinen vier Bänden war dies der Ausgangspunkt für einen „Fortsetzungsroman“ verschiedener Autoren über viele Jahrzehnte. Bereits Montalvo fügte später einen weiteren Band hinzu. In den folgenden Jahrzehnten erschienen sieben zusätzliche Bände, in denen die Familiengeschichte der Amadis-Nachkommen ausführlich dargestellt und ausgeschmückt wurde. Im neunten Buch des Romans, Amadis de Grecia (1530), von Feliciano de Silva schließlich spielen die Abenteuer des Amadis von Griechenland, eines Urenkels des gallischen Helden, eine wichtige Rolle. Die Amadisromane waren seit dem 16. Jahrhundert ebenso beliebt wie das mittelalterliche Rolandslied, das Händel später für Orlando (1733), Ariodante (1735) und Alcina (1735) als Stoffquelle dienen sollte. In die Amadis-Figur von La Mottes Libretto fließen sowohl der gallische wie auch dessen Urenkel, der griechische Amadis, ein. So ist Amadis’ Braut Oriana Teil der ursprünglichen Geschichte, während der thrakische Prinz Dardanus dem neunten Buch, Amadis de Grecia, entnommen ist. Der Name der Zauberin Melissa ist eine Entlehnung aus den literarischen Verarbeitungen des Rolandsliedes: In Ludovico Ariostos Orlando furioso (1516) ist sie die gute Zauberin.

### Erster Akt
Der Held Amadigi und Dardano, Prinz von Thrakien, haben den Einbruch der Dunkelheit abgewartet, um aus dem Reich der Zauberin Melissa zu fliehen. Beim Antritt der Flucht erfährt Dardano, dass Amadigi die von ihm angebetete Prinzessin Oriana liebt. Doch er gelobt sich, seine Gefühle zu verbergen, und geht ab, um nach einem günstigen Fluchtweg zu suchen. Amadigi beschwört die Nacht, seine Flucht zu begünstigen, doch plötzlich erstrahlt Melissas Garten in hellem Licht, und eine Schar böser Geister verhindert seinen Abgang. Melissa erscheint und versucht, zunächst durch Verführungskünste, dann durch Drohungen, das Herz Amadigis zu gewinnen, der ihre Neigung nicht erwidert. Es beginnen nun die Prüfungen, die der Held bestehen muss, um zu der geliebten Oriana zu gelangen. Diese wird von Melissa in einem Turm gefangen gehalten. Er vermag die Flammen zu durchdringen, während Dardano die Zauberin um Hilfe anruft. Oriana und Amadigi sind endlich vereint. Sie versprechen einander ewige Liebe und Treue, bis die beiden Eifersüchtigen der Idylle ein jähes Ende bereiten. Melissa beschwört Dämonen und Furien, die Oriana entführen. Die Zauberin weidet sich an dem Schauspiel, während der allein gebliebene Amadigi von Schmerz überwältigt den Tod herbeiwünscht.

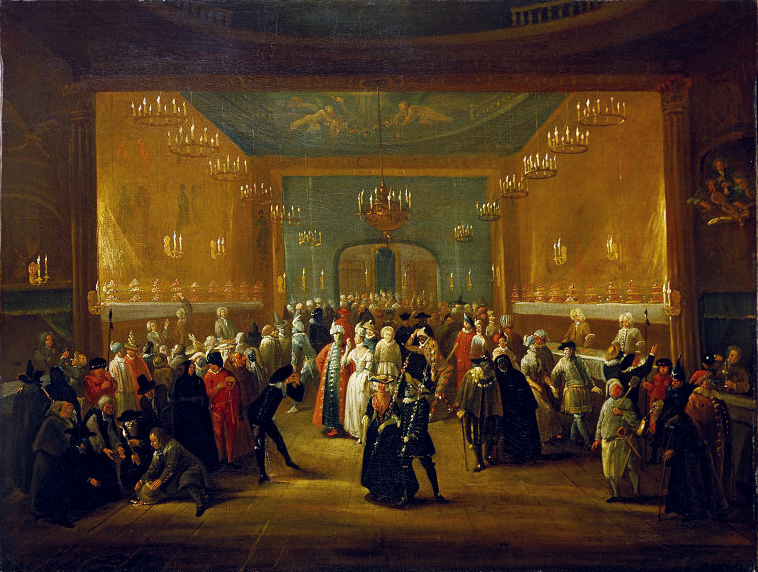
Eine Maskerade im King’s Theatre (ca. 1724)

### Zweiter Akt
Amadigi klagt sein Leid einer Quelle, die im Garten fließt, nicht weit vom prächtigen Palast Melissas entfernt. Es ist die „Quelle der wahren Liebe“, die ihm offenbaren soll, ob Oriana ihm treu war. Aber die Quelle ist trügerisch, sie zeigt ihm im Wasserspiegel Oriana, die seinen Rivalen umarmt und ihn hintergeht. Er sinkt in Ohnmacht. Um ihren Racheplan auszuführen, lässt Melissa Oriana kommen. Diese glaubt zuerst, Amadigi sei tot, und will sich umbringen. Amadigi erwacht, überschüttet die Geliebte mit Vorwürfen und nennt sie „treulos, undankbar und grausam“. Die anfangs sprachlose Oriana verteidigt sich schließlich und gibt ihm zu verstehen, dass er bereuen wird, sie beschimpft zu haben. Der verzweifelte Amadigi will seinem Leben ein Ende setzen. Melissa erscheint gerade noch rechtzeitig, um die Tat zu verhindern, doch Amadigi weigert sich standhaft, ihrem Liebeswerben nachzugeben. Unterdessen verwandelt sich die Bühne in eine grausige Höhle. Ungeheuer entsteigen der Erde, Donnerschläge erschüttern die Luft; doch der kühne Held lässt sich nicht beirren.
Dardano ist untröstlich darüber, dass Oriana ihm immer noch widersteht. Melissa verspricht, sie ihm gefügig zu machen. Sie verleiht ihm die Gestalt Amadigis. Geblendet durch das Gaukelspiel, versöhnt sich Oriana mit „Amadigi“ und gesteht ihm ihre Liebe. Der wahre Amadigi erscheint. Dardano, der sich unerkannt glaubt, läuft ihm nach und will ihn erdolchen. Als Melissa zurückkehrt, meldet sie, dass der Prinz von Thrakien im Zweikampf mit Amadigi den Tod gefunden hat. Oriana lässt sich durch Melissas erneute Drohungen nicht einschüchtern, sie spottet über ihre Zauberkräfte und behauptet, sich vor den Schmerzen nicht zu fürchten. Die allein zurückgebliebene Melissa will alle Furien der Hölle gegen die „Verräter“ aufrufen.

### Dritter Akt
Oriana wird von den Dämonen hereingeführt. Melissa droht ihr den Tod an; sie hofft auf diese Weise sich Amadigi willfährig zu machen. Die beiden Liebenden appellieren an ihr Mitleid, doch die Zauberin denkt nur an Rache und beschwört den Schatten Dardanos. Der Geist erscheint und verkündet, dass nunmehr die Götter die beiden treuen Liebenden beschützen und dass Melissas Zauberkräfte ihnen nichts mehr anhaben können. Melissa will Oriana den Todesstoß versetzen, doch ihre Hand wird durch eine stärkere Gewalt als die ihre zurückgehalten. Bevor sie sich erdolcht, versucht Melissa ein letztes Mal Amadigis Herz zu erweichen. Nach ihrem Tode verheißt der Zauberer Orgando, der Onkel Orianas, das Ende der Prüfungen und die Vereinigung der beiden Liebenden. Oriana und Amadigi schwören einander ewige Treue, Schäfer und Schäferinnen tanzen und singen.

## Musik
Wie seine Vorgänger Rinaldo (1711) und Teseo (1713) ist Amadigi eine Zauberoper, in der eine unbarmherzige  Zauberin eine der Hauptrollen spielt: Hier ist es Melissa, die den Helden Amadigi liebt. Vergleichbar mit Armida in Rinaldo, Medea in Teseo und Alcina, der großartigsten frustrierten Zauberin in einer Händel-Oper, wird auch Melissa musikalisch herausragend charakterisiert. Obwohl sie egoistisch ist und jederzeit bereit wäre, einen Mord zu begehen, um ihre Ziele zu erreichen, hat sie auch eine tragische Seite. Sie beklagt ihre Machtlosigkeit,  die es unmöglich macht, den Mann, den sie liebt, für sich zu gewinnen. So entstehen großartige musikalische Momente.
In seiner Allgemeinen Musikgeschichte schreibt der Händel überlebende Musiker und Musikkritiker Charles Burney, dass nach seiner Auffassung Amadigi zu den schönsten frühen Opernkompositionen des mit ihm befreundeten Meisters gehört:

„A production in which there is more invention, variety and good composition, than in any one of the musical dramas of Handel which I have yet carefully and critically examined.“

„Eine Produktion, in der mehr Erfindungsreichtum, Abwechslung und gute Kompositionen enthalten sind als in einigen anderen mit kritischem Ohr geprüften musikalischen Dramen Händels, die ich hörte.“

Der erhebliche Aufführungserfolg des Amadigi gibt Burney in seinem Urteil Recht.
Große Teile des Werkes übernahm Händel aus der zuvor entstandenen und (wenn überhaupt) nur einmal aufgeführten kurzen Oper Lucio Cornelio Silla.
Das Autograph zu Amadigi ist nicht erhalten. Nach Victor Schœlchers Handschriften-Katalog in der British Library wurde 1844 eine Handschrift von den Musikalienhändlern Calkin und Budd für fünf Guinees verkauft. Im Nachlass des Kirchenmusikers Frederick Smee fand sich dieses Manuskript und wurde 1879 in London versteigert. Ob dies tatsächlich die vermisste Urschrift oder eine Kopie des älteren Smith war, ist fraglich. Es gilt als wahrscheinlich, dass das Autograph schon zu Händels Lebzeiten verloren ging.
Die Musik ist uns durch zahlreiche Abschriften überliefert, was seine Ursache darin hat, dass Amadigi zunächst nicht gedruckt wurde. Vom Zeitraum bis 1720 sind uns allein elf Abschriften überliefert.
Die Oper besteht aus einer Ouvertüre in französischem Stil und 27 Arien (mit den späteren Erweiterungen) sowie zwei Duetten, drei Accompagnati, drei  Sinfoniae und dem für das Solistenensemble gedachten Schlusschor. Für die Benefizvorstellung am 20. Juni 1716 zugunsten von  Händels Orchester fügte dieser eine neue Ouvertüre (das sogenannte Orchestra Concerto) ein, die später in die Sammlung der Concerti grossi op. 3 als Nr. 4 (F-Dur, HWV 315) aufgenommen wurde. Eine zweite, im Zusammenhang mit diesem Anlass erwähnte Instrumentalsinfonie, die zusätzlich eingefügt wurde, war wahrscheinlich der 2. Satz der Ouvertüre zu Teseo. Auch in dieser Saison erhielt Frau Robinson wieder eine Benefizvorstellung (16. Februar 1717), zu der „… a new additional Scene“ („… eine zusätzliche neue Szene“) und mehrere Arien eingefügt und Ballettsolisten herangezogen wurden.

## Struktur der Oper
Ouverture – Gavotta (2 Ob, Fg, Str, BC)

### Erster Akt
| Scena I    | Recitativo Amadigi, Dardano Or che di negro ammanto                                  |
|            | 1a. Aria Dardano (2 Vl, BC) Pugnerò contro del fato                                  |
| Scena II   | 2. Recitativo accompagnato. Amadigi (Str, BC) O notte! oh cara notte                 |
|            | 3. Aria. Amadigi (2 Ob, Str, BC) Notte amica dei riposi                              |
|            | Recitativo. Amadigi Che miro!                                                        |
| Scena III  | Recitativo. Melissa, Amadigi E tu cerchi fuggir?                                     |
|            | 4. Aria. Amadigi (2 Ob, 2 Vl, BC) Non sa temere questo mio petto                     |
| Scena IV   | Recitativo. Melissa Il crudel m’abbandona                                            |
|            | 5. Aria. Melissa (2 Ob, Str, BC) Ah! spietato! e non ti muove un affetto sì costante |
| Scena V    | Recitativo. Amadigi, Dardano Risveglian queste fiamme il mio coraggio                |
|            | 6. Aria. Amadigi (2 Vl, BC) Vado, corro al mio tesoro                                |
| Scena VI   | Recitativo. Dardano Deh! ferma, oh Dio!                                              |
|            | 7. Aria. Dardano (2 Ob, 2 Vl, BC) Agitato il cor mi sento                            |
|            | 8. Sinfonia. (2 Ob, Str, BC)                                                         |
| Scena VII  | Recitativo. Oriana, Amadigi Cieli, che fia?                                          |
|            | 9. Aria. Oriana (Str, BC) Gioie, venite in sen                                       |
|            | Recitativo. Amadigi, Oriana In questo istante io provo                               |
|            | 10. Aria. Amadigi (2 Ob, Str, BC) E sì dolce il mio contento                         |
|            | Recitativo. Oriana, Amadigi Andiamo ora, mio ben                                     |
|            | 11. Aria. Oriana (2 Ob, Str, BC) O caro mio tesor                                    |
|            | Recitativo. Amadigi, Dardano, Melissa Cieli! Numi! che miro?                         |
| Scena VIII | 12a. Aria. Melissa (2 Ob, Str, BC) Io godo, scherzo e rido                           |
| Scena IX   | Recitativo. Amadigi Ferma, deh! ferma, oh Dio!                                       |
|            | 13. Aria. Amadigi (2 Vl, BC) O rendetemi il mio bene                                 |

### Zweiter Akt
| Scena I    | Recitativo. Amadigi Io ramingo men vado                                    |
|            | 14. Aria. Amadigi (2 BlFl, Str, BC) Sussurrate, onde vezzose               |
|            | Recitativo. Amadigi Numi! che veggio?                                      |
| Scena II   | Recitativo. Melissa Svenne Amadigi                                         |
| Scena III  | Recitativo. Oriana Cieli, che sarà mai?                                    |
|            | 15. Aria. Oriana (2 Ob, Str, BC) S’estinto è l’idol mio                    |
|            | Recitativo. Oriana, Amadigi Ma, qual scampo al mio affanno?                |
|            | 16. Aria. Amadigi (Str, BC) T’amai, quant’il mio cor                       |
|            | Recitativo. Oriana, Amadigi Chi mai creduto avria?                         |
|            | 17. Aria. Oriana (2 Ob, 2 Vl, BC) Ti pentirai, crudel!                     |
| Scena IV   | Recitativo. Amadigi, Melissa Dunque colei, da cui speravo ogni conforto    |
|            | 18. Duetto. Melissa, Amadigi (2 Ob, Str, BC) Crudel, tu non farai          |
| Scena V    | Recitativo. Dardano D’un sventurato amante                                 |
|            | 19. Aria. Dardano (2 Ob, Fg, Str, BC) Pena tiranna io sento al core        |
|            | Recitativo. Melissa, Dardano Arresta, o Prence!                            |
| Scena VI   | 20. Aria. Melissa (2 Ob, 2 Vl, BC) Se tu brami di godere                   |
| Scena VII  | Recitativo. Dardano Ma, se questo non basta a mitigar la pena mia crudele  |
| Scena VIII | Recitativo. Oriana, Dardano Amadigi, mio ben!                              |
|            | 21. Aria. Dardano (Str, BC) Tu mia speranza                                |
|            | Recitativo. Dardano, Oriana Ma qui il rival!                               |
| Scena IX   | Recitativo. Melissa, Oriana Cieli! Numi! soccorso                          |
|            | 22. Aria. Oriana (Str, BC) Ch’io lasci mai d’amare                         |
|            | Recitativo. Melissa Mi deride l’amante                                     |
| Scena X    | 23. Aria. Melissa (Trp, 2 Ob, Str, BC) Desterò dall’empia Dite, ogni furia |

### Dritter Akt
| Scena I   | Recitativo. Oriana Dove mi guida il fato mio tiranno!                                                      |
|           | 24. Aria. Oriana (2 Ob, Str, BC) Dolce vita del mio petto                                                  |
| Scena II  | Recitativo. Melissa Sento, nè so che sia                                                                   |
|           | 25. Aria. Melissa (2 Ob, Str, BC) Vanne lungi dal mio petto                                                |
| Scena III | Recitativo. Oriana, Amadigi, Melissa Se t’offese Oriana                                                    |
|           | 26. Duetto. Oriana, Amadigi (2 Ob, Str, BC) Cangia al fine il tuo rigore                                   |
|           | Recitativo. Melissa No, no! ho già risolto                                                                 |
| Scena IV  | 27. Recitativo accompagnato. Dardano (Str, BC) Han penetrato i detti tuoi l’inferno                        |
| Scena V   | Recitativo. Melissa, Oriana, Amadigi Cieli! ingiusti, e inclementi                                         |
|           | 28. Recitativo accompagnato ed Arioso. Melissa (Str, BC) Addio, crudo Amadigi!/ Io già sento l’alma in sen |
|           | Recitativo. Oriana, Amadigi Che orrore!                                                                    |
|           | 29. Sinfonia. (Trp, 2 Vl, BC)                                                                              |
| Scena VI  | Recitativo. Orgando, Amadigi, Oriana Son finiti i tormenti                                                 |
|           | 30. Aria. Amadigi (Trp, Ob, Str, BC) Sento la gioia                                                        |
|           | Recitativo. Orgando Godete omai felici                                                                     |
|           | 31. Coro. Oriana, Amadigi (2 Ob, Str, BC) Godete, o cori amanti                                            |
|           | 32. Ballo. (2 Ob, Str, BC)                                                                                 |

## Orchester
Zwei Blockflöten, zwei Oboen, Fagott, Trompete, Streicher, Basso continuo (Violoncello, Laute, Cembalo).

## Diskografie
- Erato 2564 67701-6 (1989): Nathalie Stutzmann (Amadigi), Jennifer Smith (Oriana), Eiddwen Harrhy (Melissa), Bernarda Fink (Dardano), Pascal Bertin (Orgando)

Les Musiciens du Louvre; Dir. Marc Minkowski (150 min)
- Naïve Ambroisie AM 133 (2006): Maria Riccarda Wesseling (Amadigi), Elena De la Merced  (Oriana), Sharon Rostorf-Zamir (Melissa & Orgando), Jordi Domènech (Dardano)

Al Ayre Español; Dir. Eduardo Lopez Banzo (158 min)
- Chandos - Chaconne CHSA04062 (2022): Tim Mead (Amadigi), Anna Dennis (Oriana), Mary Bevan (Melissa), Patrick Terry (Orgando), Hilary Summers (Dardano)

Early Opera Company; Dir. Christian Curnyn (158 min)